# Dualismul undă-particulă
În fizică, dualismul undă-particulă se referă la faptul că materia prezintă simultan proprietăți ondulatorii și corpusculare. Este vorba despre un concept central al mecanicii cuantice, care a înlocuit teoriile clasice asupra naturii materiei. Anumite fenomene pun în evidență caracterul ondulatoriu (interferența, difracția, polarizarea), pe când altele demonstrează caracterul corpuscular (emisia și absorbția luminii, efectul fotoelectric, efectul Compton). Bazându-se pe studiul acestor fenomene, teoriile clasice propuneau modele în care un obiect era considerat fie o particulă, fie o undă. Ideea dualității a apărut în legătură cu natura luminii, Louis de Broglie fiind cel care a generalizat conceptul. În mecanica cuantică, lumina nu este considerată nici undă nici particulă, în sensul clasic, ci este unitatea celor două, fără o delimitare precisă.

## Scurt istoric
În formalismul clasic, lumina era considerată undă electromagnetică, prezentând fenomene ondulatorii cum ar fi interferența, difracția, polarizarea. Odată cu descoperirea efectului fotoelectric în 1887 de către Heinrich Rudolf Hertz, a fost necesară introducerea unei noi teorii care să justifice fenomenul, întrucât cea clasică era în contradicție cu rezultatele experimentale.
În 1905, Albert Einstein explica legile efectului fotoelectric presupunând că lumina este alcătuită din particule (numite fotoni) și aplicând ipoteza lui Planck, conform căreia energia este cuantificată.
Louis de Broglie a extins teoria lui Einstein, susținând că orice particulă în mișcare are asociată o undă. Teza lui de doctorat este publicată în anul 1924, dar el primește premiul Nobel abia în 1929, după ce teoria sa este verificată experimental.

## Ipoteza lui de Broglie
Louis de Broglie afirmă că orice particulă aflată în mișcare (electron, proton, atom) are și o comportare ondulatorie. El stabilește relația între lungimea de undă {\displaystyle \lambda \,} asociată și impulsul {\displaystyle p\,} al particulei:
{\displaystyle \lambda ={\frac {h}{p}}\,}
unde {\displaystyle h=\,\,\,6,626\ 0693(11)\times 10^{-34}\ {\mbox{J}}\cdot {\mbox{s}}} reprezintă constanta lui Planck.
Aceasta mai poate fi scrisă și sub forma:
{\displaystyle \lambda ={\frac {h}{\sqrt {2mE_{c}}}}={\frac {h}{\sqrt {2m(E-V)}}}}
unde
- {\displaystyle m\,} reprezintă masa particulei;
- {\displaystyle E_{c}} este energia cinetică a particulei;
- {\displaystyle E=h\nu \,} este energia totală a particulei;
- {\displaystyle V\,} reprezintă energia potențială a particulei.

În relația lui de Broglie intervin atât mărimi specifice corpusculilor (cum ar fi energia și impulsul) precum și mărimi caracteristice undelor (frecvența, lungimea de undă).

## Dovezi experimentale
Noile ipoteze au fost cu greu acceptate de comunitatea științifică. Experimentele ulterioare au demonstrat, însă, corectitudinea acestor ipoteze.

#### Efectul fotoelectric extern
Efectul fotoelectric este un fenomen fizic în care se manifestă natura corpusculară a luminii. El constă în emisia electronilor de către un corp aflat sub acțiunea radiațiilor electromagnetice. Pentru explicarea lui, Einstein a presupus că fotonii din care este alcătuită lumina ciocnesc atomii din substanța respectivă, fiecare foton incident eliberând câte un electron. Scriind legea de conservare a energiei, se pot justifica legile empirice obținute în studiul acestui efect. Relația este cunoscută sub numele de legea lui Einstein:
{\displaystyle h\nu =L_{ex}+E_{c}\,}
unde
- {\displaystyle h=\,\,\,6,626\ 0693(11)\times 10^{-34}\ {\mbox{J}}\cdot {\mbox{s}}} reprezintă constanta lui Planck;
- {\displaystyle \nu \ } este frecvența fotonului incident;
- {\displaystyle h\nu \ \,}este energia fotonului incident, exprimată conform ipotezei lui Planck.
- {\displaystyle L_{ex}\,} este lucrul mecanic de extracție a electronului;
- {\displaystyle E_{c}\,} este energia cinetică a electronului liber.

#### Efectul Compton
Efectul Compton se referă la împrăștierea radiațiilor Röntgen pe atomi ușori. Numele său este dat de fizicianul Arthur Holly Compton care a studiat fenomenul în anul 1922. El a utilizat un fascicul îngust de radiație X monocromatică ce interacționa cu o țintă din grafit. Studiind spectrul radiației difuzate cu un spectrometru Röntgen, a constat că, pe lângă linia {\displaystyle \lambda _{0}\,} a fasciculului incident, apare și o componentă cu lungimea de undă mai mare (un "satelit roșu"). Experimental, rezultă că aceasta nu depinde de lungimea de undă a radiației incidente, ci doar de unghiul de împrăștiere {\displaystyle \theta \,}
{\displaystyle \lambda (\theta )=\lambda _{0}+\Delta \lambda (\theta )\,}
Compton a obținut următoarea lege empirică ce exprimă dependența lungimii de undă a satelitului în raport cu unghiul {\displaystyle \theta \,}
{\displaystyle \lambda (\theta )=\lambda _{0}+\Lambda _{0}(1-\cos \theta )\,}
Acest rezultat nu era în concordanță cu teoria clasică asupra undelor electromagnetice, potrivit căreia radiația împrăștiată ar fi trebuit să aibă aceeași lungime de undă cu cea incidentă. Efectul Compton a fost explicat considerând natura corpusculară a energiei electromagnetice. Noutatea a constat în introducerea impulsului pentru cuanta de energie.
Pentru justificarea fenomenului se consideră că fotonii incidenți ciocnesc elastic electronii din blocul de grafit. Astfel se conservă atât energia sistemului cât și impulsul acestuia.
Din legea conservării energiei obținem
{\displaystyle h\nu _{0}=h\nu +E_{c}+L\,}
unde
- {\displaystyle h\nu _{0}\,} este energia fotonului incident;
- {\displaystyle h\nu \,} reprezintă energia fotonului împrăștiat;
- {\displaystyle E_{c}\,} este energia cinetică a electronului presupus inițial în repaus;
- {\displaystyle L\,} este lucrul mecanic de ieșire a electronului din material.

Electronii atomilor ușori și cei din păturile periferice ale atomilor grei pot fi considerați liberi întrucât energia fotonului incident este de aproximativ 1550 de ori mai mare decât lucrul mecanic de extracție. Așadar, termenul{\displaystyle L\,} poate fi neglijat. Expresia energiei cinetice este, conform teoriei relativității
{\displaystyle E_{c}=mc^{2}-m_{0}c^{2}\,}
unde
- {\displaystyle m\,} este masa electronului aflat în mișcare;
- {\displaystyle m_{0}\,} reprezintă masa de repaus a electronului;
- {\displaystyle c=299.792.458\ {\mbox{m}}/{\mbox{s}}\,} este viteza luminii în vid;

Legea de conservare e energiei devine
{\displaystyle h\nu _{0}=h\nu +mc^{2}-m_{0}c^{2}\,}

Conservarea impulsului:
-impulsul inițial,
și impulsurile finale ale fotonului, respectiv, electronului

Scriind conservarea impulsului se obține
{\displaystyle {\vec {p}}_{0}={\vec {p}}+{\vec {p}}_{e}}
unde am notat cu
- {\displaystyle {\vec {p}}_{0}\,} impulsul fotonului incident;
- {\displaystyle {\vec {p}}\,} impulsul fotonului împrăstiat sub unghiul {\displaystyle \theta \,} după ciocnire;
- {\displaystyle {\vec {p}}_{e}} impulsul electronului împrăștiat sub unghiul {\displaystyle \phi \,}, având viteza {\displaystyle v\,}.

Înlocuind {\displaystyle p_{0}={\frac {h\nu _{0}}{c}}\,},{\displaystyle p={\frac {h\nu }{c}}\,},{\displaystyle p_{e}=mv\,}  în teorema cosinusului pentru triunghiul impulsurilor rezultă
{\displaystyle m^{2}v^{2}={\frac {h^{2}\nu _{0}^{2}}{c^{2}}}+{\frac {h^{2}\nu ^{2}}{c^{2}}}-{\frac {2h^{2}\nu _{0}\nu }{c^{2}}}\cos \theta \,}
Din cele două teoreme de conservare se obține expresia
{\displaystyle \Delta \lambda (\theta )=\Lambda (1-\cos \theta )\,}
unde {\displaystyle \Lambda ={\frac {h}{m_{0}c}}\,}  reprezintă lungimea de undă Compton.
Se observă că rezultatul teoriei elaborate de Compton este identic cu legea obținută experimental. În concluzie, efectul descoperit de acesta confirmă încă o dată natura corpusculară a radiațiilor electromagnetice.

#### Difracția electronilor
În 1927, Clinton Joseph Davisson și Lester Halbert Germer au evidențiat comportamentul ondulatoriu al electronilor. Experimentul lor a fost una dintre cele mai importante confirmări a ipotezei lui de Broglie. Ei au utilizat un tun electronic ce trimitea un fascicul de electroni, accelerați sub o diferență de potențial U, pe un monocristal de nichel. Acesta se comportă ca o rețea de difracție, făcând posibilă observarea unei figuri de interferență.

Reflexia electronilor pe un cristal de nichel

Conform teoriei difracției, se obține o valoare maximă a intensității undelor rezultate pentru 
{\displaystyle \delta =2d\sin \theta =n\lambda \,}
unde
- {\displaystyle \delta \,} reprezintă diferența de drum;
- {\displaystyle d\,} este distanța dintre planele cristalografice {\displaystyle \Pi \,};
- {\displaystyle \theta \,} este unghiul dintre fasciculul incident și planul cristalografic;
- {\displaystyle n=1,2,3...\,} este un număr întreg;
- {\displaystyle \lambda \,} reprezintă lungimea de undă a radiației.

Lungimea de undă poate fi modificată variind tensiunea de accelerare.
Calculând lungimea de undă din relația lui de Broglie se obține
{\displaystyle \lambda ={\frac {h}{\sqrt {2emU}}}\,}
Experimental se constată echivalența celor două relații. Spre exemplu, pentru maximul de ordinul {\displaystyle n=1\,} care se obține la {\displaystyle \theta =65^{\circ }} și având {\displaystyle d=0,9\mathrm {\AA} \,},  lungimea de undă va fi
{\displaystyle \lambda =2\cdot 0,9\sin 65^{\circ }=0,164\,{\mbox{nm}}\,}.
Condițiile respective corespund unei tensiuni de accelerare {\displaystyle U=54{\mbox{V}}\,}. Înlocuind în relația lui de Broglie se obține aceeași valoare a lunigimii de undă {\displaystyle \lambda =0,164\,{\mbox{nm}}\,}.

## Interpretare statistică. Principiul de incertitudine
Principiul de incertitudine a  fost formulat de către Werner Heisenberg în 1927. El a arătat că, pentru o microparticulă, poziția și impulsul nu pot fi determinate cu o precizie oricât de bună. Relația de nedeterminare se poate scrie
{\displaystyle \Delta p_{x}\cdot \Delta x\geq {\frac {\hbar }{2}}\,}
unde 
- {\displaystyle \Delta p_{x}\,} reprezintă imprecizia în determinarea impulsului pe direcția {\displaystyle x\,};
- {\displaystyle \Delta x\,} reprezintă imprecizia în determinarea poziției microparticulei pe direcția {\displaystyle x\,};
- {\displaystyle \hbar ={\frac {h}{2\pi }}\,} este constanta redusă a lui Planck (sau constanta lui Dirac).

Conform principiului de incertitudine al lui Heisenberg, un fenomen fizic nu poate fi descris ca o particulă clasică sau ca o undă, ci ca dualitatea formată dintre cele două. Noțiunile de traiectorie și impuls își pierd sensul, întrucât poziția și viteza particulei nu pot fi determinate cu o precizie infinită, ca în teoriile clasice. În mecanica cuantică se poate stabili doar o localizare spațială probabilistică, dată de funcția de undă asociată particulei. Amplitudinea funcției de undă determină probabilitatea ca particula să existe într-o anumită regiune a spațiului. Astfel, cu cât zona în care amplitudinea este diferită de zero este mai mică, cu atât localizarea particulei este mai precisă. În același timp, impulsul este bine precizat atunci când lungimea de undă este bine determinată, ele fiind legate prin relația de Broglie. Pentru aceasta este necesar ca funcția de undă să aibă anumite proprietăți de periodicitate pe un interval cât mai mare. Prin urmare, o localizare cât mai exactă a particulei duce la imposibilitatea determinării impulsului și, invers, o definire cât mai exactă a lungimii de undă presupune o imprecizie în stabilirea poziției particulei.
Principiul de incertitudine stabilește limitele dintre teoriile fizicii clasice și cele ale mecanicii cuantice. Teoriile clasice nu presupun existența unei limitări a preciziei cu care se poate determina o mărime, singurul impediment în determinarea unei valori exacte fiind sensibilitatea aparatelor de măsură. Această ipoteză poate fi considerată corectă la nivel macroscopic deoarece proprietățile ondulatorii nu se manifestă. Efectele cuantice trebuie luate în considerare pentru mărimi fizice comparabile cu constanta lui Planck.